# Mauricio Beuchot
Hardie Beuchot Mauricio Puente (Torre, Coahuila, México, 4 março 1950) é um filósofo mexicano, reconhecido como um dos principais filósofos contemporâneos da América Latina.

## Biografia
Autor de mais de 40 livros que tratam de  filosofia medieval  e Nova Espanha, filosofia da linguagem, filosofia analítica, estruturalismo e, antes tudo,   hermenêutica.
E fundador da chamada Analogia Hermenêutica, reconhecido como um inovador do campo, com sua proposta hermenêutica analógica.
Desde 1985, ele é um pesquisador líder "C" de tempo integral do Instituto de Pesquisa de Filologia, IIFL, dá Universidade Nacional Autônoma do México, UNAM.
Desde 1990 é membro da Academia Mexicana de História,  e desde1997,  membro da Academia Mexicana da Língua, em 1999,  tornou-se membro da Academia Pontifícia de São Tomás de Aquino.
E "doutor honoris causa" pela Universidade Anahuac del Sur.
Atualmente é Coordenador do Seminário de Pesquisa Hermenêutica do Instituto de Filologia da UNAM.

## Carreira
De 1961 a 1973, Mauricio Beuchot estudou no Centro de Estudos da Ordem dos Pregadores, no México, com foco de estudos nas humanidades clássicas, incluindo grego, latim e filosofia escolástica.
Em 1976 obtém o grau de Bacharel em Filosofia no Instituto Autônoma do Oeste, hoje, Universidade del Valle de Atemajac. Recebeu seu doutorado em filosofia em 1980, pela Universidade Ibero Americana, UIA, com a tese: "Sobre o problema dos universais em filosofia analítica e metafísica tomista", 1981.
Ele participou também dos estudos "história do pensamento", filosofia aristotélica e medieval na Universidade de Freiburg em Suíça.
Tem sido um parceiro e diretor de várias publicações em nível nacional e internacional, bem como autor de mais de 250 ensaios filosóficos e históricos. Entre suas colaborações mais notáveis podem ser mencionados:
Jornal de Filosofia na Universidade Ibero Americana (1980-1991), diretor do "Analogia" revista filosófica (1987 -),  revista "Semiosis" na revista Justiça e Paz. Jornal de Direitos Humanos (1992 -), membro do conselho editorial da revista "Morphe" (1994-), membro do conselho editorial da revista "Educação" e do conselho editorial do anuário "Saber" da Nova Espanha.
Desde Janeiro de 1995, é membro do conselho editorial da revista "Dianoia", Instituto de Pesquisa Filosófica da UNAM, a Revista "Espanhola" de filosofia medieval, Universidade de Zaragoza, Espanha, assuntos Novahispania, UNAM,  Conselho Olá editora Revista "Logos", Universidade La Salle, México, e do conselho editorial da revista "Semiótica", Jornal da Associação Internacional de Estudos Semiótica, Berlim.
Membro do conselho editorial da revista "História", México, e da Diretoria Executiva dos tópicos de diário, Universidade Panamericana, México.
Desde 1997, é membro do conselho editorial dos periódicos Seminários em Filosofia, Pontifícia Universidade Católica do Chile, Santiago do Chile, do Sistema Nacional de Pesquisadores (SNI) desde julho de 1985, e desde 1990, membro de pleno direito da  Academia Mexicana de Historia, correspondente da Real Academia de la Historia española com sede em Madri, ocupando a cadeira 25
Em 1991, ele tornou-se um pesquisador em tempo integral no Instituto de Filologia da UNAM e é fundador do Seminário de Hermenêutica, que promove estudos na hermenêutica, teoria e prática, em vários campos do conhecimento, como filosofia, psicologia e direto, história, etc.

## Pensamento
Proposta analógico para a hermenêutica, de Mauricio  Beuchot. A proposta de hermenêutica analógica surge a partir do Congreso Nacional de Filosofía, realizado na cidade de Cuernavaca, em Morelos, México, em 1993. Influenciado pelo argentino-mexicano Enrique Dussel, e o chamado método analéctico, para posteriormente, retomar ideias da analogia em Charles Peirce. Mauricio Beuchot propõe um projeto hermenêutico inovador e original, denominado hermenêutica analógica, hermenêutica analógico-icônica.
A hermenêutica analógica se estrutura como intermediária entre a univocidade e a equivocidade. A univocidade tende a identidade entre o significado e sua aplicação, é uma ideia positivista forte que pretende possuir objetividade. Por exemplo, a hermenêutica de Emilio Betti. Enquanto a equivocidade é a diferença de significado e de aplicação, tende ao relativismo e ao subjetivismo, por exemplo a filosofia de Richard Rorty.  A hermenêutica analógica trata de evitar posturas extremas, abrindo a margem das interpretações, hierarquizando-as de uma maneira ordenada, de modo que exista uma interpretação que seja o análogado principal e outras interpretações que sejam análogados secundários. Assim Mauricio Beuchot  propõe  uma postura moderada, que recupera a noção aristotélica da "Frónesis", e pode apresentar- se como a interpretação de textos que permite uma postura nem equivocista,  nem univocista,  prudente em um ponto médio.

A incomensurabilidade de paradigmas e o relativismo fecham as portas para o diálogo, o respeito e a convivência, é necessário resolver esse solipsismo. Com sua hermenêutica analógica, Beuchot tenta abrir caminho para o diálogo, ou seja, restabelecer pontos de contato e convergência, pontos de acordo, que rompam a referida incomensurabilidade
O logos  permite ao homem dizer algo sobre o mundo, há limites, inegavelmente, mas esses limites não paralisam esse esforço
O falar humano não é um mero palavrório vazio, mas aponta para o ser. Toca a verdade, o ser, e  o falar funda sentidos e modos de vida. Independente de atingir o ser, o falar pode fundar sentidos, formas de vida porque é linguagem, através da qual se difunde a compreensão do mundo, se correta, real ou irreal.
A hermenêutica analógica aponta para uma eticidade que cobre todas as dimensões humanas. Se a analogia é possível, se é  possível referir-se ao ser, a partir da analogia, apontar para o ser, também é possível comprometer-se e definir- se pela palavra. Beuchot vai  ao nível da tomada consciência do poder operativo, do compromisso ético que "o falar, o dizer" inclui.  Mauricio Beuchot reconhece que a linguagem é uma ferramenta limitada e, às vezes, falha, no entanto, também reconhece que a linguagem  pode tocar na verdade, no ser e, além disso, a fala cria sentidos.  Cabe recuperar o papel ativo de voz, do verbo,  que implica ação. Isso tem sido esquecido e produziu uma série de distúrbios no mundo da vida. A linguagem por si só tem o poder de estabelecer modos de vida, porque  a língua é o meio pelo qual se difunde e expressa a compreensão que temos do mundo. Beuchot afirma  a hermenêutica analógica-icônico como uma questão de experiência e ética que abrange todas as dimensões humanas, incluindo a linguagem.

## Debates acadêmicos
Ele acredita que o pós-modernismo com noções de assunto ou história não só deve ser criticada, mas deve propor novas formas de compreender estas noções, partindo de uma hermenêutica analógica, contra todos univocismo e equivocismo.
Entre as posições que criticou e filósofos com os quais dialogou, estão Paul Ricoeur em 1987, em Granada, na Espanha; Karl-Otto Apel na Universidade Ibero Americana, em 1991; Emerich Coreth, em 1996, na Pontifícia Universidade do México; e Gianni Vattimo em 2004, etc.
Por sua vez, tem estado em contato com um grande grupo de humanistas, filósofos e historiadores do México e da Espanha, que lhe permitiram desenvolver uma proposta mais abrangente e concisa de hermenêutica.  Podemos destacar Ricardo Blanco Beledo,  Napoleon Conde Gaxiola, Luis Eduardo Primeira Rivas, Santiago Guervós, Maria Rosa Palazón, entre outros.
Em 2004, Maurício Beuchot debateu com o filósofo italiano Gianni Vattimo, em reunião realizada na Aula Magna da Faculdade de Letras da UNAM.
Vattimo,  um especialista da hermenêutica, aceita a ideia de uma hermenêutica analógica no contexto do pensamento débil, que evitará a interpretação ou reivindicações da metafísica e os pensamentos "objetivos".
Ele também levanta algumas observações sobre a hermenêutica analógica e o seu desenvolvimento. Essa discussão está presente nos livros "Hermenêutica analógico e hermenêutica débil" e "Hermenéutica analógica y crisis de la modernidad".
Entre os pensadores mexicanos que difundiram a hermenêutica no México,  destacam-se Armando Suárez, traduziu o livro de Paul Ricoeur " Freud, uma interpretação da cultura", Felipe Flores, Roberto Castro, Miguel Kolteniuk, Miguel Ángel Zarco, Gloria Pardo,  Ricardo Sánchez Puente, Jorge Iñiguez, Gabrel Chico e Jesús Herrera Aceves

## Obras
- Sobre el problema de los universales,1981
- La lógica mexicana del siglo de oro,1985
- Pensamiento y realidad en fray Alonso de la Vera Cruz, 1987
- Hermenéutica, lenguaje e inconsciente. México, Universidad Autónoma de Puebla, 1989.
- Introducción a la filosofía de Santo Tomás de Aquino. México, UNAM, 1992, 2000. (2a ed.)
- La esencia y la existencia en la filosofía escolástica medieval. Su repercusión en la filosofía analítica actual. México, UNAM, 1992.
- Historia de la filosofía en el México colonial. México, Herder, 1996.
- 1997: Tratado de Hermenéutica Analógica. México, Facultad de Filosofía y Letras (UNAM) / Ítaca, 2009. (4a ed.)
- 1997: Perfiles esenciales de la hermenéutica. México, Fondo de Cultura Económica / Instituto de Investigaciones Filológicas (UNAM), 2008.
- Las caras del símbolo: el ícono y el ídolo. Madrid, Caparrós, Col. Espirit, 1999.
- 2002: Universalidad e individuo. La hermenéutica analógica en la filosofía de la cultura y en las ciencias humanas.
- Hermenéutica analógica y del umbral. Salamanca, San Esteban, 2003.
- Hermenéutica analógica. Aplicaciones en América Latina. Bogotá, El Búho, 2003.
- El ser y la poesía. El entrecruce del discurso metafísico y el discurso poético. México, Universidad Iberoamericana, 2003.
- Hermenéutica, analogía y símbolo. México, Herder, 2004.
- Antropología filosófica. Hacia un personalismo analógico-icónico. Madrid, Fundación Emmanuel Mounier, 2004.
- Ética. México, Torres Asociados, 2004.
- La semiótica: Teoría del signo y el lenguaje en la historia. México, Fondo de Cultura Económica, 2004.
- En el camino de la hermenéutica analógica. Salamanca, San Esteban, 2005.
- Interculturalidad y derechos humanos. México, UNAM / Siglo XXI, 2005.
- Puentes hermenéuticos hacia las humanidades y la cultura. México, Ediciones Eón, Universidad Iberoamericana, 2006.
- Filosofía Política. México, Torres Asociados, 2006.
- Hermenéutica analógica y hermenéutica débil Con Gianni Vattimo y Ambrosio Velasco. México, UNAM, 2006.
- Compendio de hermenéutica analógica. México, Torres Asociados, 2007.
- Temas de ética aplicada. México, Torres Asociados, 2007.
- Hermenéutica analógica, símbolo, mito y filosofía. México, Cuadernos del Seminario de Hermenéutica I, IIFL, UNAM, 2007.
- Phrónesis, analogía y hermenéutica. México, UNAM, 2007.
- Facetas del pensamiento colonial mexicano. México, Cuadernos del Seminario de Cultura Mexicana, 2008.
- Hermenéutica analógico-icónica y teología. Bogotá, Pontificia Universidad Javeriana, 2008.
- Microcosmos. El hombre como compendio del ser. México, Universidad Autónoma de Coahuila, 2009.
- Hermenéutica analógica, símbolo y ontología. México, Universidad Autónoma del Estado de México, 2010.
- La hermenéutica analógica en la historia. San Miguel de Tucumán, Argentina: UNSTA, 2010.
- Retóricos de la Nueva España (2a ed.). México, IIFL, UNAM, 2010.
- Metáforas de nuestra vida. Antropología e interpretación Huelva (España), Hergué/Ceasga, 2011.
- Filosofía y lenguaje en la Nueva España. México, IIFL, UNAM, 2011.
- Hermenéutica, analogía y ciencias sociales. Saarbrücken (Alemania), Editorial Académica Española, 2011.
- La filosofía en México. Problemas teóricos e históricos. México, UNAM, 2011.
- Belleza y analogía. Una introducción a la estética. México, San Pablo, 2012.
- Ordo analogiae. Interpretación y construcción del mundo. México, IIFL, UNAM, 2012.
- Historia de la filosofía medieval. México, Fondo de Cultura Económica, 2013.